# Complejo ceremonial indígena de Nolguehue
El Complejo ceremonial indígena de Nolguehue es un complejo mapuche williche ubicado en la comuna de Río Bueno, provincia del Ranco, en la Región de los Ríos, Chile.

## Historia
Mediante la tradición oral hoy se sabe que antiguamente era una cueva profunda y cerrada, donde Juanico se comunicó con el mundo espiritual. Un machi localizó el renü donde éste habita y pudo conversar con él, y desde entonces la comunidad de Nolguehue lo considera un espacio sagrado. Dada la escasez de documentos e investigaciones arqueológicas, no existen antecedentes suficientes que permitan determinar el origen de cada uno de ellos. Sólo se conoce por la transmisión oral que múltiples generaciones los han utilizado como lugares ceremoniales.

## Actualidad
Por una parte, se ha perdido uno de los sitios más importantes para la cosmovisión y religiosidad del pueblo mapuche, el ngillatuwe, espacio en que se lleva a cabo un guillatún. Por otro, el menoko "Juanico" y el cementerio de la localidad se hallan en la actualidad completamente rodeados por fundos de particulares, que han inhabilitados sus accesos y caminos, pese a que se establecen en los planos del IGM de 1971. Tal condición de aislamiento perjudica la realización normal de las ceremonias de la comunidad. Ambos lugares son representativos de los valores simbólicos de la religiosidad del pueblo mapuche. 
La importancia de estos espacios para cada localidad ha generado que muchas de ellas, entre ellas la de Nolguehue, haya solicitado su declaración de Monumento Nacional. Fue en el año 2004 que se logró tal situación, siendo de suma relevancia la consideración del Consejo de Monumentos Nacionales con las comunidades, al permitir que cualquier labor de conservación, restauración o intervención sean determinados exclusivamente por las autoridades de las comunidades. Lo compone un cementerio tradicional conocido como Eltuwe de 1.000 m². También, un Menoko, que es el lugar donde habitan espíritus tutelares de la comunidad, que abarca 250 m².
- Datos: Q42898215